# Earias citrina
Earias citrina är en fjärilsart som beskrevs av Saalmüller 1884. Earias citrina ingår i släktet Earias och familjen trågspinnare. Inga underarter finns listade i Catalogue of Life.